# Штегаурах
Штегаурах (нем. Stegaurach) — община  в Германии, в Республике Бавария.
Подчиняется административному округу Верхняя Франкония. Входит в состав района Бамберг. Население составляет 6851 человек (на 31 декабря 2010 года). Занимает площадь 23,89 км². Местные регистрационные номера транспортных средств (коды автомобильных номеров) (нем. Kraftfahrzeugkennzeichen) — BA Архивная копия от 20 августа 2016 на Wayback Machine.
Община подразделяется на 12 сельских округов.

## Население
По оценке на 31 декабря 2015 года население общины составляет 6978 чел.
| Дата      | 1840 | 1871 | 1900 | 1925 | 1939 | 1950 | 1961 | 1970 | 1987 | 2011 |
| --------- | ---- | ---- | ---- | ---- | ---- | ---- | ---- | ---- | ---- | ---- |
| Население | 1587 | 1786 | 1864 | 1794 | 2052 | 2763 | 3210 | 3935 | 4958 | 6734 |

| Год       | 1960 | 1970 | 1980 | 1990 | 2000 | 2009 | 2010 | 2011 | 2012 | 2013 | 2014 | 2015 |
| --------- | ---- | ---- | ---- | ---- | ---- | ---- | ---- | ---- | ---- | ---- | ---- | ---- |
| Население | 3155 | 3957 | 4550 | 5416 | 6323 | 6824 | 6851 | 6761 | 6737 | 6842 | 6980 | 6978 |

## Города-побратимы
- Оне-ле-Шато (Франция)